# アロンソ・マルティネス
アドリアン・アロンソ・マルティネス・バティスタ（スペイン語: Adrian Alonso Martínez Batista、1998年10月15日 - ）は、コスタリカのサッカー選手。コスタリカ代表。ポジションはFW。

## 経歴
2016年にプンタレナスFCからLDアラフエレンセに移籍。その後、グアダルーペFCに期限付き移籍した。
2021年8月18日にベルギー・ファースト・ディビジョンBのロンメルSKに5年契約で完全移籍し、同年内は引き続き期限付き移籍の形でアラフエレンセに残留する事となった。
2023年8月4日、ニューヨーク・シティFCに移籍した。

## 代表歴
アンダー代表としては2021年3月18日の東京オリンピック北中米カリブ海予選・アメリカ合衆国代表戦で代表初出場。
2021年5月9日、2019 CONCACAFネーションズリーグ決勝トーナメントのメンバーとしてA代表初招集。6月3日の同大会メキシコ代表戦で初出場を記録した。その後、2021 CONCACAFゴールドカップのメンバーにも選出された。

## 個人成績

### クラブ
2023年2月11日現在Transfermarkt - Goleadores Ascenso 2017-18
| クラブ         | シーズン | リーグ | リーグ | カップ | カップ | 国際大会 | 国際大会 | 合計 | 合計 |
| クラブ         | シーズン | 出場   | 得点   | 出場   | 得点   | 出場     | 得点     | 出場 | 得点 |
| -------------- | -------- | ------ | ------ | ------ | ------ | -------- | -------- | ---- | ---- |
| アラフエレンセ | 2018-19  | 7      | 0      | 0      | 0      | 0        | 0        | 7    | 0    |
| グアダルーペ   | 2018-19  | 18     | 2      | 0      | 0      | 0        | 0        | 18   | 2    |
| グアダルーペ   | 2019-20  | 35     | 11     | 0      | 0      | 0        | 0        | 35   | 11   |
| グアダルーペ   | 合計     | 53     | 13     | 0      | 0      | 0        | 0        | 53   | 13   |
| アラフエレンセ | 2020-21  | 35     | 11     | 0      | 0      | 6        | 1        | 41   | 12   |
| アラフエレンセ | 2021-22  | 14     | 4      | 1      | 0      | 2        | 1        | 17   | 5    |
| アラフエレンセ | 合計     | 49     | 15     | 1      | 0      | 8        | 2        | 58   | 17   |
| ロンメル       | 2021-22  | 5      | 0      | 0      | 0      | 0        | 0        | 5    | 0    |
| ロンメル       | 2022-23  | 20     | 7      | 1      | 0      | 0        | 0        | 21   | 7    |
| ロンメル       | 合計     | 25     | 7      | 1      | 0      | 0        | 0        | 26   | 7    |
| 通算           | 通算     | 134    | 35     | 2      | 0      | 8        | 2        | 144  | 37   |

## タイトル
アラフエレンセ
- リーガFPD: アペルトゥーラ2020
- CONCACAFリーグ: 2020